# Rhodostrophia muricolor
Rhodostrophia muricolor är en fjärilsart som beskrevs av W. Warren 1897. Rhodostrophia muricolor ingår i släktet Rhodostrophia och familjen mätare. Inga underarter finns listade.